# La Jeune Fille et la Mort (pièce de théâtre)

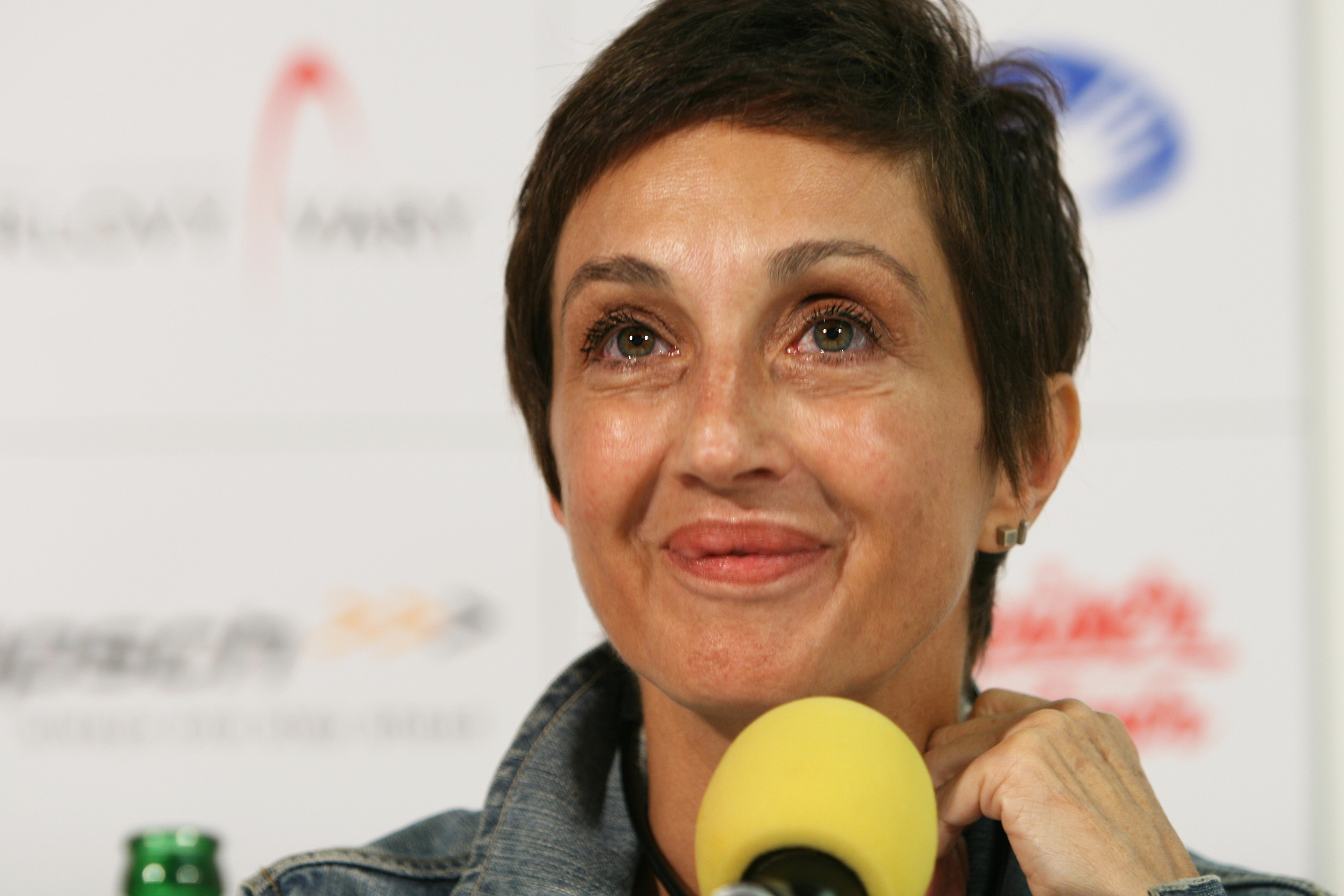
Silvia Munt, actrice dans La Jeune Fille et la Mort.

Pour les articles homonymes, voir La Jeune Fille et la Mort.
La Jeune Fille et la Mort (La muerte y la doncella) est une pièce de théâtre d'Ariel Dorfman représentée pour la première fois à Santiago du Chili en 1991.
La pièce raconte les traumatismes subis par les victimes des tortures dans les dictatures d'Amérique latine. Elle a donné lieu à une adaptation cinématographique à laquelle Ariel Dorfman a contribué, réalisée par Roman Polanski sous le même titre.